# Франтішек Шмукер
Франтішек Шмукер (чеськ. František Schmucker, 28 січня 1940, Братислава — 15 липня 2004, Острава) — чехословацький футболіст, що грав на позиції воротаря, зокрема, за клуб «Банік», а також національну збірну Чехословаччини. Є батьком воротаря Іво Шмукера.

## Клубна кар'єра
У футболі дебютував 1959 року виступами за команду «Спартак» (Брно), в якій провів шість сезонів. 
Завершив ігрову кар'єру у команді «Банік», за яку виступав протягом 1965—1979 років.

## Виступи за збірну
1962 року дебютував в офіційних матчах у складі національної збірної Чехословаччини. Протягом кар'єри у національній команді провів у її формі 2 матчі, пропустивши 4 голи.
Був присутній в заявці збірної на чемпіонату світу 1962 року у Чилі, але на поле не виходив.
Став срібним призером Олімпіади 1964 року в Токіо (5 матчів).
Помер 15 липня 2004 року на 65-му році життя у місті Острава.

## Титули і досягнення
- Срібний олімпійський призер: 1964
- Віце-чемпіон світу: 1962